# 網紗
網紗，是台灣屏東縣恆春鎮的一個傳統地域名稱，位於該鎮北半葉的中部至東北部。相較於今日行政區，其範圍大致包括網紗里不含東北部邊界地帶及西南半葉的東南側邊界地帶、仁壽里東南部、頭溝里東端、四溝里東南端、城西里東北部、城北里西北部。
本地區境內主要聚落為網紗、大埔（頂大埔）、下大埔，設有僑勇國小。

## 歷史
台灣日治初期，網紗地區為一街庄，稱為「網紗庄」（舊制街庄），隸屬於宣化里。該庄昔日北邊大部分與貓仔坑庄、虎頭山庄為鄰，北邊東側一小段及東北邊北段與保力庄為鄰，東北邊南段與九個厝庄為鄰，東及東南與射麻裡庄為鄰，南邊由東至西為山腳庄東半葉、恆春街、山腳庄西半葉，西邊為大平頂庄。
1901年（日治明治三十四年）11月11日，全台廢縣廳改設二十廳，該庄隸屬於恆春廳。1904年（明治三十七年）5月1日，該庄編入「虎頭山區」，隸屬於恆春廳。1909年（明治四十二年）10月25日，全台合併二十廳為十二廳，虎頭山區改隸屬於阿緱廳。1920年（大正九年）10月1日，全台地方制度大改正，廢十二廳改設五州二廳，該庄改制為「網紗」大字，隸屬於高雄州恆春郡恆春庄（新制街庄）。1940年（昭和十五年）6月17日，恆春庄改制為恆春街。
戰後恆春街改制為恆春鎮，隸屬於高雄縣，大字亦改制為里。1950年（民國39年）10月1日，高、屏分治，恆春鎮改隸屬於屏東縣。
相較於今日行政區，本地區的範圍大致包括網紗里不含東北部邊界地帶及西南半葉的東南側邊界地帶、仁壽里東南部、頭溝里東端、四溝里東南端、城西里東北部、城北里西北部。

## 聚落
本地區發展較早的聚落為網紗、大埔（頂大埔）、貓仔（已消失）、石荖頭（已消失），在日治期初期的官方地圖上已有記載。此外，本地區尚有下大埔聚落。

## 交通
省道台26線是楓港至達仁的幹道，路線呈U字形，目前並未全線通車，其主要通車路段（楓港至港口）經過本地區中西部並以外環道形式經過下大埔聚落西側。由該道路北行可前往車城鄉、枋山鄉，並止於楓港地區的省道台9線路口；南行可前往恆春鎮南部、滿州鄉東南部，並止於港口地區茶山聚落旁的縣道200甲線終點路口。
縣道200號是恆春至港仔的道路，其西側端點（起點）位於本地區中西部、下大埔聚落北郊的的省道台26線路口。由此南行經下大埔聚落、恆春鎮恆春市區轉東行，可前往滿州鄉，並止於九棚地區港仔聚落旁的省道台26線港仔至旭海路段起點路口。
鄉道屏157線是頭溝至恆春的道路，其南側端點（終點）位於本地區南部邊界地帶偏西的省道台26線路口。

## 學校
- 僑勇國小